# تیرانا حسن
تیرانا حسن (انگلیسی: Tirana Hassan؛ مددکار اجتماعی، وکیل و فعال حقوق بشر اهل سنگاپور است.
او مدیر اجرایی دیده‌بان حقوق بشر است.